# Vlag van Herefordshire

Vlag van Herefordshire

Vlag van Herefordshire (variant)

De vlag van Herefordshire is de vlag van het Engelse graafschap Herefordshire. De vlag werd geregistreerd bij het Flag Institute op 2 november 2019. Het ontwerp was van 
Jason Saber.
Bij gebrek aan een geregistreerde vlag wordt soms het wapenschild van de Herefordshire Council gebruikt, dat naast de Union Jack boven het Department for Communities and Local Government wappert. Hierop is een rivier afgebeeld die door een rode achtergrond stroomt met daarboven een leeuw passant waakzaam (soms een "luipaard" genoemd) en daaronder de kop van een stier.
Een alternatief ontwerp voor een vlag is populair, hoewel het is gemaakt door een oud-student als een internetgrap, en wordt verkocht bij het Hereford Tourist Centre.
In januari 2019 kondigde het Herefordshire Flag Committee, in samenwerking met de gemeente en het Flag Institute, plannen aan voor een open wedstrijd om een geregistreerde vlag te creëren met een deadline voor inzendingen van 15 april. Een beoordelingspanel zou eind juni een shortlist opstellen en de inwoners van Herefordshire zouden dan in de zomer stemmen. Maar door het grote aantal inzendingen duurde het opstellen van de shortlist langer dan verwacht en de stemming begon begin september nadat de inzendingen op de shortlist bekend waren gemaakt. Iedereen in de provincie van vijf jaar en ouder mocht stemmen. Het winnende ontwerp werd op 2 november bekendgemaakt.